# Maia (gmina)
Maia – gmina w Rumunii, w okręgu Jałomica. Obejmuje tylko jedną miejscowość Maia. W 2011 roku liczyła 1847 mieszkańców. 